# Castellet-en-Luberon
Castellet-en-Luberon ist eine französische Gemeinde mit 114 Einwohnern (Stand 1. Januar 2022) im Département Vaucluse in der Region Provence-Alpes-Côte d’Azur. Sie gehört zum Kanton Apt im gleichnamigen Arrondissement.
Die ursprünglich mit dem Namen Castellet bezeichnete Gemeinde änderte ihre Bezeichnung mit Erlass N° 2018-956 vom 5. November 2018 auf den aktuellen Namen Castellet-en-Luberon.

## Geographie
Die Gemeinde liegt rund acht Kilometer südöstlich der Stadt Apt. Nachbargemeinden sind Saignon, Auribeau, Cabrières-d’Aigues und Saint-Martin-de-Castillon.
Im Südwesten der Gemeinde erhebt sich der Mourre Nègre, der mit 1125 Metern Höhe der höchste Gipfel des Luberon-Gebirges ist. An der nördlichen Gemeindegrenze fließt der Calavon entlang.

## Verkehr
Die Route départementale D48 verbindet den Ort mit der Route nationale 100 im Norden und der Gemeinde Auribeau im Westen.

## Geschichte
Das Dorf wurde im 15. Jahrhundert aufgegeben und im nachfolgenden Jahrhundert von Georges de Castellane neu besiedelt. 1753 wurde das Herrengut an Jean d’Ailhaud verkauft, einen bescheidenen Chirurgen, der aus Lourmarin stammt. 1758 wurde Jean, der durch die Erfindung eines Abführpulvers auf Basis von Ruß vermögend wurde, zum Baron geadelt und das Herrengut in eine Baronie umgewandelt.

### Bevölkerungsentwicklung
| Jahr      | 1962 | 1968 | 1975 | 1982 | 1990 | 1999 | 2006 | 2008 | 2016 |
| --------- | ---- | ---- | ---- | ---- | ---- | ---- | ---- | ---- | ---- |
| Einwohner | 65   | 62   | 53   | 72   | 108  | 106  | 105  | 106  | 129  |

## Fayencen von Castellet

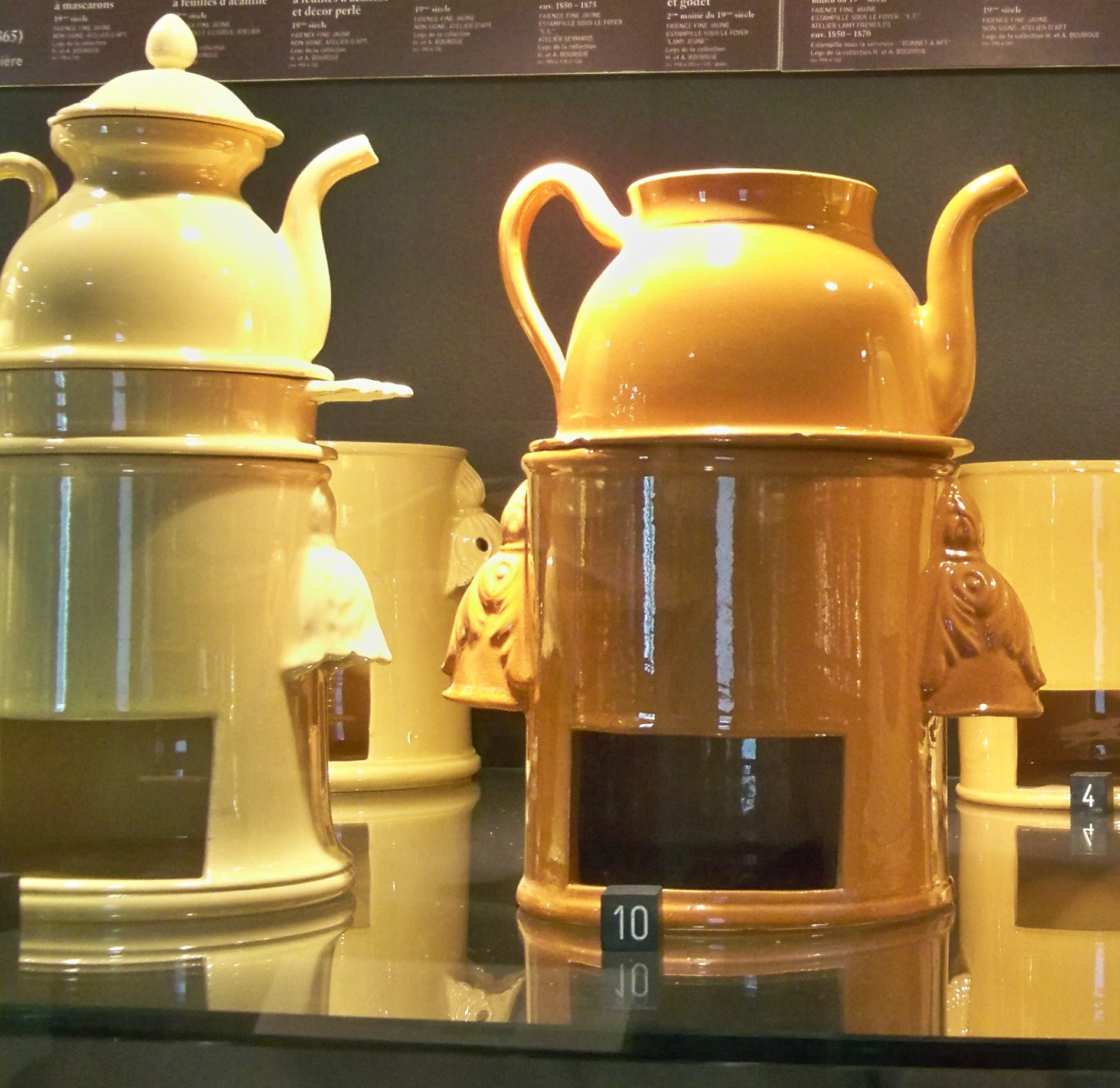
Fayencegeschirr im Musée de l’Aventure Industrielle von Apt

Im 18. Jahrhundert war die Gemeinde vor allem für die Herstellung von orangefarbener Fayence bekannt geworden. 1723 zog César Moulin zu seinem Onkel, der hier der örtliche Pfarrer war, um ihn bei der Verwaltung seines Vermögens zu unterstützen. Er gründete in dem Ort eine Fayencemanufaktur, die bis 1852 in Betrieb war und sogar den königlichen Hof in Versailles belieferte. Von hier aus breitete sich das Kunsthandwerk bis in die Stadt Apt aus, die im frühen 19. Jahrhundert zu einem bedeutenden Fayencezentrum aufstieg.

## Sehenswürdigkeiten
Im Zentrum des Dorfes steht ein Haus aus dem 13. Jahrhundert, von dem noch das Rundbogenportal und Zwillingsfenster erhalten sind.
Aus einem 1777 neu gestalteten Brunnen fließt seit dem Mittelalter Wasser aus einer Luberon-Quelle.

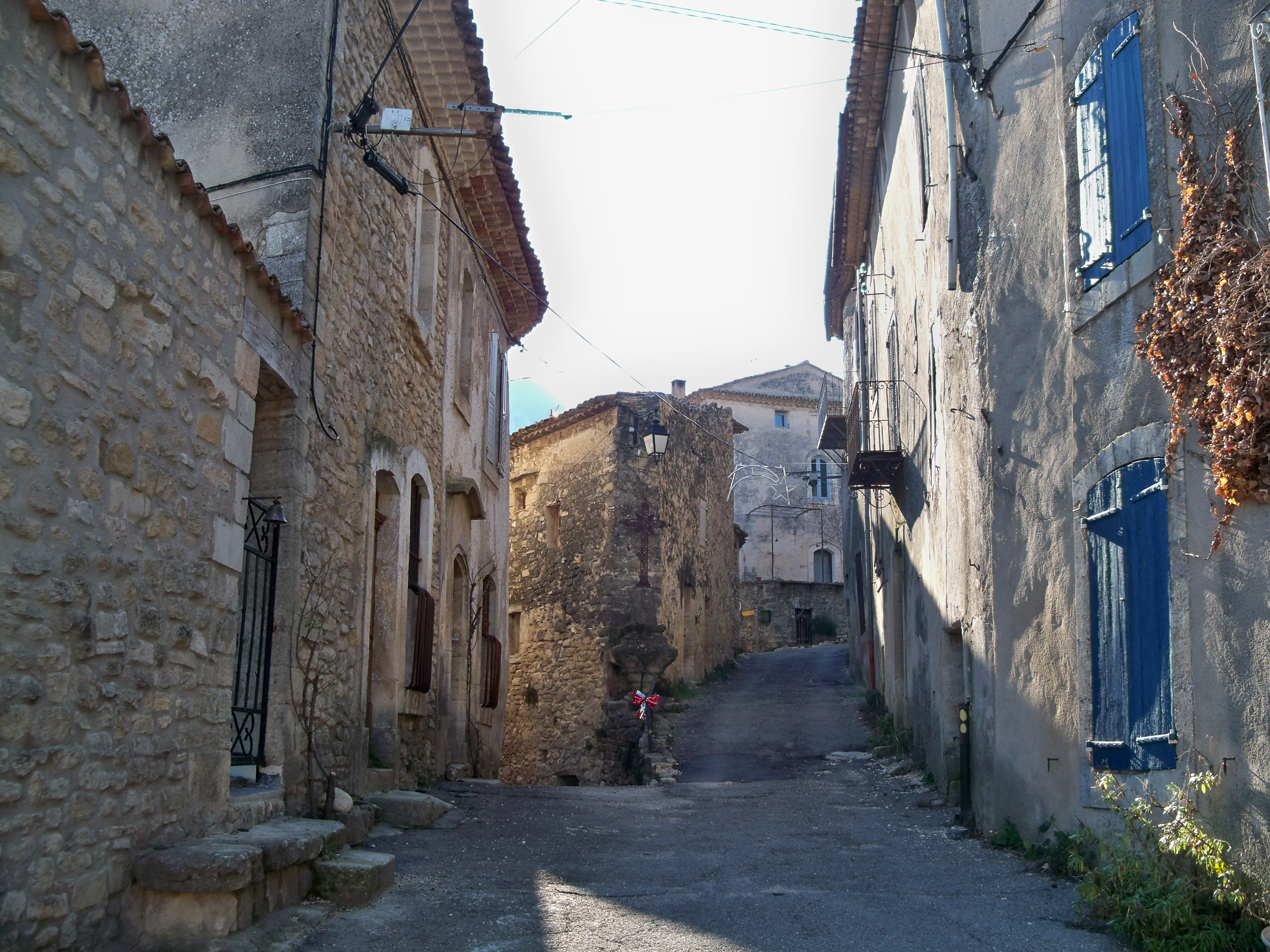
Straße in Castellet-en-Luberon
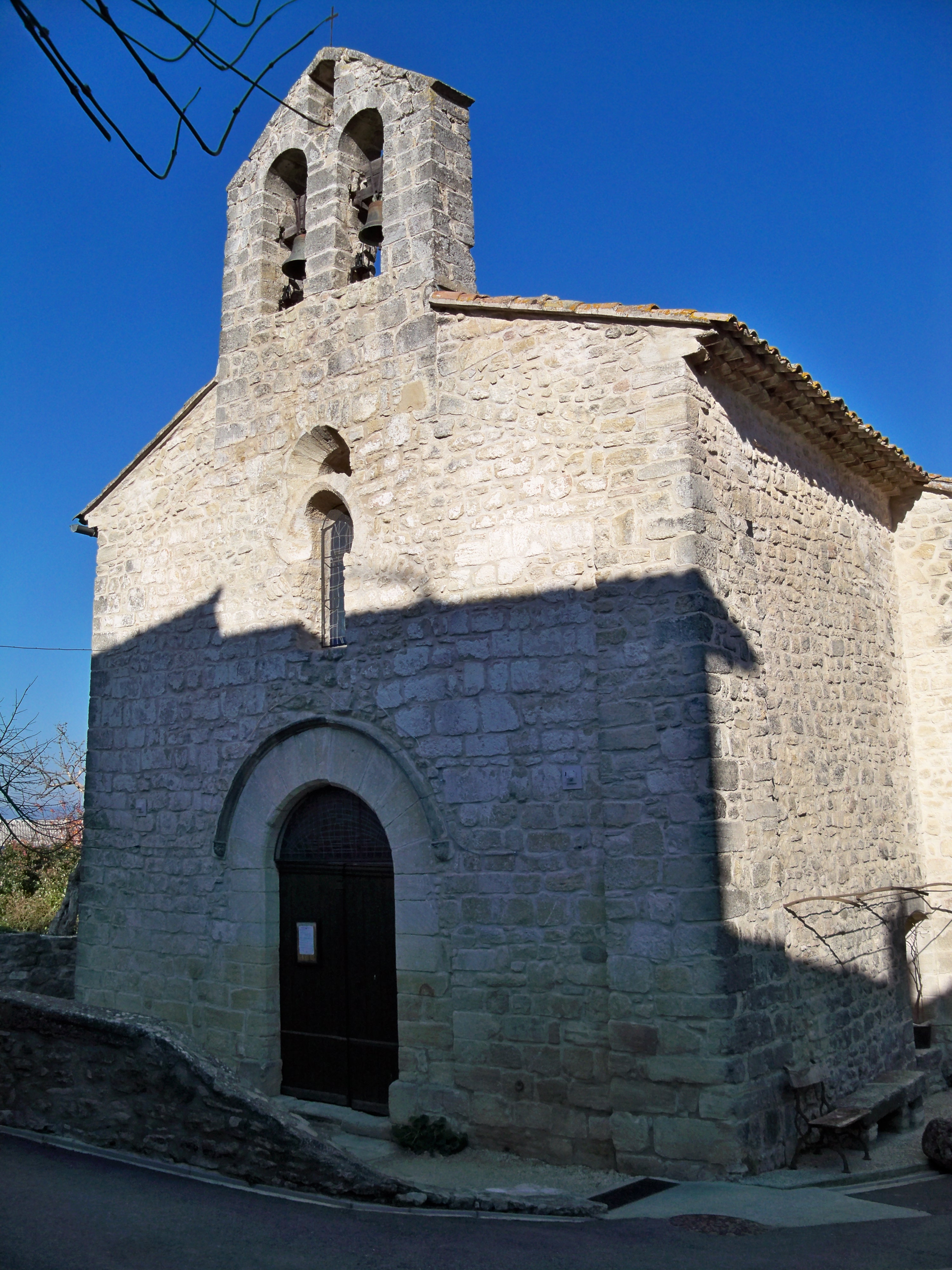
Kirche der Auffindung des Heiligen Kreuzes